# Aranyosgadány
Aranyosgadány (vyslovováno [araňošgadáň], chorvatsky Ranjoš) je vesnice v Maďarsku v župě Baranya, spadající pod okres Pécs. Nachází se asi 8 km jihozápadně od Pécse. V roce 2015 zde žilo 369 obyvatel, z nichž jsou (dle údajů z roku 2011) 74,4 % Maďaři, 10,7 % Němci, 10,1 % Romové, 8,5 % Chorvati a 0,3 % Rumuni.
Sousedními vesnicemi jsou Pellérd a Zók.